# Liste der Bodendenkmäler in Grassau
Auf dieser Seite sind die Bodendenkmäler in dem oberbayerischen Markt Grassau zusammengestellt. Diese Tabelle ist eine Teilliste der Liste der Bodendenkmäler in Bayern. Grundlage ist die Bayerische Denkmalliste, die auf Basis des Bayerischen Denkmalschutzgesetzes vom 1. Oktober 1973 erstmals erstellt wurde und seither durch das Bayerische Landesamt für Denkmalpflege geführt wird. Die folgenden Angaben ersetzen nicht die rechtsverbindliche Auskunft der Denkmalschutzbehörde.

## Bodendenkmäler in Grassau
| Lage       | Objekt | Akten-Nr.     | Bild |
| ---------- | --- | ------------- | ---- |
| (Standort) | Bohlenweg der Urnenfelderzeit. | D-1-8140-0001 |      |
| (Standort) | Untertägige mittelalterliche und frühneuzeitliche Befunde im Bereich der katholischen Pfarrkirche Mariä Himmelfahrt in Grassau und ihrer Vorgängerbauten.                        | D-1-8140-0090 |      |
| (Standort) | Untertägige mittelalterliche und frühneuzeitliche Befunde im Bereich der katholischen Filialkirche St. Margaretha in Mietenkam und ihres Vorgängerbaus mit zugehörigem Friedhof. | D-1-8140-0105 |      |
| (Standort) | Untertägige mittelalterliche und frühneuzeitliche Befunde im Bereich der katholischen Pfarrkirche St. Michael in Rottau und ihrer Vorgängerbauten.                               | D-1-8140-0113 |      |